# Patrick Stumpf
Patrick Stumpf (Groß-Gerau, 11 aprile 1998) è un calciatore tedesco, attaccante dell'Hahn.

## Caratteristiche tecniche
È un centravanti.

## Statistiche

### Presenze e reti nei club
Statistiche aggiornate al 5 settembre 2018.
| Stagione              | Squadra               | Campionato            | Campionato | Campionato | Coppe nazionali | Coppe nazionali | Coppe nazionali | Coppe continentali | Coppe continentali | Coppe continentali | Altre coppe | Altre coppe | Altre coppe | Totale | Totale | Totale |
| Stagione              | Squadra               | Comp                  | Pres       | Reti       | Comp            | Pres            | Reti            | Comp               | Pres               | Reti               | Comp        | Pres        | Reti        | Pres   | Reti   |        |
| --------------------- | --------------------- | --------------------- | ---------- | ---------- | --------------- | --------------- | --------------- | ------------------ | ------------------ | ------------------ | ----------- | ----------- | ----------- | ------ | ------ | ------ |
| 2010-2011             | Kaiserslautern II     | RL                    | 1          | 0          |                 | -               | -               |                    | -                  | -                  |             | -           | -           | 1      | 0      |        |
| 2011-2012             | Idar-Oberstein        | RL                    | 36         | 11         | CG              | 0               | 0               |                    | -                  | -                  |             | -           | -           | 36     | 11     |        |
| 2012-2013             | Idar-Oberstein        | RL                    | 27         | 6          | CG              | 0               | 0               |                    | -                  | -                  |             | -           | -           | 27     | 6      |        |
| Totale Idar-Oberstein | Totale Idar-Oberstein | Totale Idar-Oberstein | 63         | 17         |                 | 0               | 0               |                    | -                  | -                  |             | -           | -           | 63     | 17     |        |
| 2013-2014             | Coblenza              | RL                    | 28         | 5          | CG              | 0               | 0               |                    | -                  | -                  |             | -           | -           | 28     | 5      |        |
| 2014-2015             | R.M. Hamm Benfica     | E                     | 26         | 22         | CL              | 2               | 3               |                    | -                  | -                  |             | -           | -           | 28     | 25     |        |
| 2015-2016             | R.M. Hamm Benfica     | DN                    | 26         | 13         | CL              | 2               | 0               |                    | -                  | -                  |             | -           | -           | 28     | 13     |        |
| Totale Hamm Benfica   | Totale Hamm Benfica   | Totale Hamm Benfica   | 52         | 35         |                 | 4               | 0               |                    | -                  | -                  |             | -           | -           | 56     | 35     |        |
| 2016-2017             | Jeunesse Esch         | DN                    | 24         | 13         | CL+CdL          | 2+0             | 0               | UEL                | 2                  | 2                  |             | -           | -           | 28     | 15     |        |
| 2017-2018             | Jeunesse Esch         | DN                    | 20         | 7          | CL+CdL          | 0               | 0               |                    | -                  | -                  |             | -           | -           | 20     | 7      |        |
| 2018-2019             | F91 Dudelange         | DN                    | 0          | 0          | CL+CdL          | 0+1             | 0               | UCL+UEL            | 1+5                | 0+2                |             | -           | -           | 7      | 2      |        |
| Totale carriera       | Totale carriera       | Totale carriera       | 188        | 77         |                 | 7               | 3               |                    | 8                  | 4                  |             | -           | -           | 203    | 84     |        |

## Palmarès

### Club

#### Competizioni nazionali
- Campionato lussemburghese: 1

F91 Dudelange: 2018-2019
- Coppa del Lussemburgo: 1

F91 Dudelange: 2018-2019